# Portada/article març 31

## Tapís de la Creació
El Tapís de la Creació, també anomenat Tapís de Girona, és un brodat del segle xi o de començaments del xii que es troba al Museu Capitular de la Catedral de Girona. És únic en el seu gènere i la peça més important de totes les de l'art tèxtil romànic que es conserven, només comparable al Tapís de Bayeux com a testimoni de la pintura a l'agulla d'època romànica. De 4,70 metres d'amplada per 3,65 metres d'alçada, brodat amb llanes de colors, té una justificada fama universal i atrau constantment l'atenció dels estudiosos per la misteriosa riquesa del seu contingut temàtic i iconogràfic. Presenta una vasta simfonia sobre la creació del món i l'estada de l'home al Paradís, i una corona còsmica en la qual els elements de la natura encerclen la figura central de Crist.